# Hans H. Hofstätter

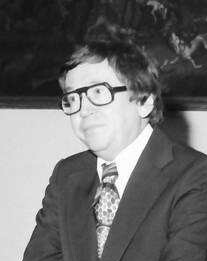
Hans Hofstätter (1976)

Hans Hellmut Hofstätter (* 17. November 1928 in Basel; † 8. November 2016 in Freiburg im Breisgau) war ein österreichischer Kunsthistoriker, der in Freiburg im Breisgau tätig war.

## Leben und Wirken
Hofstätter studierte ab 1949 Kunst- und Literaturgeschichte und Klassische Archäologie an den Universitäten Basel, München, Paris und Freiburg und wurde 1955 in Freiburg bei Kurt Bauch über die Entstehung des Jugendstils in Frankreich promoviert (Die Entstehung des neuen Stils in der französischen Malerei um 1890). Danach war er Assistent am Kunstgeschichtlichen Instituts der Universität Mainz unter Friedrich Gerke und von 1961 bis 1972 Cheflektor des Holle Verlags. Während dieser Zeit hatte er mehrere Gastprofessuren, unter anderem in den USA. Von 1973 bis 1993 war er Chefredakteur der Zeitschrift für christliche Kunst und Kunstwissenschaft Das Münster. Von 1974 bis 1992 war er Leitender Direktor der Städtischen Museen Freiburg im Breisgau und Direktor des Augustinermuseums. 1986 wurde er zum Honorarprofessor an der Universität Freiburg ernannt.

## Schriften (Auswahl)
- Geschichte der europäischen Jugendstilmalerei. Du Mont, Köln 1963.
- Johannes Schreiter. Neue Glasbilder und eine Einführung in die neue Glasbildkunst. München: Heinz Moos 1965. 43 S.
- Symbolismus und die Kunst der Jahrhundertwende. Du Mont, Köln 1965.
- als Herausgeber: Geschichte der Kunst und der künstlerischen Techniken. München 1965.
- Gotik. (Architektur der Welt, Bd. 6.) Taschen, Köln 1994. (Viele Ausgaben, u. a. Office du Livree, Fribourg 1968.)
- Jugendstil: Graphik und Druckkunst. Holle Verlag, Baden-Baden 1968.
  - (Neuauflage mit Wladyslawa Jaworska, S. Hofstätter: Otus, St. Gallen 2003. Daneben viele Lizenzausgaben.)
- mit Peter Staechelin: Jugendstil. Klett, 1982.
- Malerei und Graphik der Gegenwart. Kunst der Welt, Band 51. Holle Verlag, Baden-Baden 1969.
- Gustave Moreau. Du Mont, Köln 1978.
- Caspar David Friedrich – das gesamte graphische Werk. Rogner und Bernhard, München 1974.
- Die Fürstenbergsammlungen Donaueschingen, Schnell und Steiner, 1980. ISBN 3795408164.
- Julius Bissier, Werke im Augustinermuseum. Schillinger, Freiburg 1981.
- Rudolf Jettmar. Edition Tusch, Wien 1984.
- als Herausgeber: Kunst und Künstler in Baden. DVA, Stuttgart 1995.
- Emil Bizer, ein badischer Maler der klassischen Moderne. Müllheim 1997.
- Hermann Daur. Basel 2000.
- mit Berthold Hänel: Die Maler des Markgräflerlandes. Hrsg. Landkreis Lörrach. Schillinger, Freiburg 2000.
- Paradies in Bildern. Länder am Oberrhein und Hochrhein. Schillinger, Freiburg 2001.